# ٹ
ٹ حرف من الحروف الإضافية في الأبجدية العربية. يضاف هذا الحرف إلى الأبجدية العربية لترجمة بعض الأحرف الأجنبية ترجمة صوتية. ويستخدم لتمثيل تي (الصوت الانفجاري الارتجاعي غير الشفهي) في الأوردو.

## الكتابة
| الموقع من الكلمة: | معزول | بدائي | وسطي | نهائي |
| ----------------- | ----- | ----- | ---- | ----- |
| شكل الحرف:        | ٹ     | ٹـ    | ـٹـ  | ـٹ    |